# Mel Read
Imelda Mary „Mel” Read (ur. 8 stycznia 1939 w Hillingdon) – brytyjska polityk, od 1989 do 2004 deputowana do Parlamentu Europejskiego trzech kadencji.

## Życiorys
Studiowała na Nottingham University. Wcześniej pracowała jako technik laboratoryjny. Od 1977 do 1983 była badaczem i wykładowcą, następnie do 1989 pracownikiem administracji. Od 1975 do 1990 wchodziła w skład rady wykonawczej związku produkcji, nauki i finansów.
W 1989, 1994 i 1999 z ramienia laburzystów uzyskiwała mandat posłanki do Parlamentu Europejskiego III, IV i V kadencji. Należała do grupy socjalistycznej, pracowała w Komisji Przemysłu, Handlu Zewnętrznego, Badań Naukowych i Energii. Od 1992 do 1994 pełniła funkcję kwestora. W PE zasiadała do 2004.